# ザ・シムズ4
『ザ・シムズ4』(The Sims 4) は、2014年9月2日（日本では4日）に発売されたシミュレーションゲーム。ザ・シムズシリーズの第4作目にあたる。開発元はマクシス、販売元はエレクトロニック・アーツ。

## 概要
海外版はパッケージ版が存在しているが、日本版はかつてはOriginからのダウンロード専売となっていた。また、そのため対象年齢が13歳以上となっている。2020年からsteamからもサービスが開始される。また、2022年9月14日に、同年10月18日からゲーム本編を無料化することが発表された。

### パソコンでの動作環境について

#### 必要なスペック
- インターネット接続が必要。
- OS: Windows XP (SP3)、Windows Vista (SP2)、Windows 7 (SP1)、Windows 8、Windows 8.1、Windows 10、Windows 11、Windows 12 Lite
- プロセッサ: 1.8GHz Intel Core 2 Duo、AMD Athlon 64 Dual-Core 4000+またはその同等品（グラフィックチップが内蔵されているPCの場合、2.0GHz Intel Core 2 Duo、2.0GHz AMD Turion 64 X2 TL-62またはその同等品）
- メモリ: 2GB以上のRAM
- ハードディスク: 最低9GBの空き容量。加えてカスタムコンテンツおよび保存データに1GB以上の追加空き容量が必要。
- DVD-ROM: インストール時のみ必要。
- ビデオカード: Pixel Shader 3.0に適合した128MBのVRAM サポートされるビデオカード: NVIDIA GeForce 6600以上、ATI Radeon X1300以上、Intel GMA X4500以上
- サウンドカード: DirectX 9.0cに適合。
- DirectX: DirectX 9.0cに適合。
- 入力機器: キーボードとマウス

#### 推奨スペック
- インターネット接続が必須。
- OS: Windows 7/8/8.1 64-bit
- プロセッサ: Intel core i5またはそれ以上, AMD Athlon X4
- メモリ: 4GBのRAM
- ハードディスク空き容量: ゲーム本体用9 GB以上　/　追加コンテンツや保存用に 1 GB 以上の空き容量
- DVD-ROM: DVD ROM ドライブ（インストール時）
- ビデオカード: NVIDIA GTX 650またはそれ以上
- サウンド: DirectX 9.0c 対応
- DirectX: DirectX 9.0c 以上
- 他: キーボード及びマウス

### 前作との違い
本作は今までのシリーズとは違い全く新しい技術で製作されており、かつ前作のザ・シムズ3ではなく前々作にあたるザ・シムズ2を踏襲しているため、以下の変更点がある。
- オープニングムービーが廃止、メインメニューページが導入された。
- ユーザー間でファイル共有を可能にする「ギャラリー」機能が実装された。
- ザ・シムズ3のシームレス（事前にワールドの全区間を読み込んでおき、区画進入時の再読み込みを省く）機能が廃止された。
- ムードレットの他に「感情」が追加、ムードレットの総合評価で感情が変わり、感情によるアクションが実装された。
- 「ながら行動」が可能になった。食事しながら飲み物を飲む、入浴しながらテレビを視聴など。
- 建設モードで建物全体（または任意の部屋）を、配置した家具ごと移動させることができるようになった。
- 建物の基礎の高さを自在に変更でき、床に段差を設けることも可能になった。
- 階段の途中から屈折させることで踊り場を設けることが可能になった。
- 現実時間に合わせてオンラインで公式イベントが発生するようになった。

他にも様々な変更点がある。

## 追加コンテンツ

### 拡張パック

#### Get to Work
2015年3月30日に発売された拡張パック。勤務先でシムを操作することが可能なキャリアが追加され、小売店の経営も可能になった。

#### Get Together
2015年12月7日に発売された拡張パック。クラブを開設することができるようになり、グループでの活動に幅が広がった。

#### City Living
2016年11月1日に発売された拡張パック。集合住宅での都会生活が可能となる。日本料理が初めて登場し、箸の概念が導入された。

#### Cats & Dogs
2017年11月9日に発売された拡張パック。犬や猫を世帯に入れることができるようになった。また、犬や猫の導入に伴い、動物病院を開設して獣医として働くことができるようになった。

#### Seasons
2018年6月21日に発売された拡張パック。四季や天気の概念が導入された。季節ごとのイベントや季節ならではのアクションを通して、季節感のある暮らしを楽しむことができる。

#### Get Famous
2018年11月15日に発売された拡張パック。セレブの概念が導入された。新たなキャリアでは役者となってCMやドラマでの演技をすることができる。

#### Island Living
2019年6月20日に発売された拡張パック。オカルトシムとして人魚が導入された。南の島で海水浴や日焼け、イルカとの交流を楽しむことができる。

#### Discover University
2019年11月14日に発売された拡張パック。大学生活を送ることができるようになる。講義へ出席することによる学位の取得や、サークル活動、寮生活を送ることができる。

#### Eco Lifestyle
2020年6月4日に発売された拡張パック。リサイクルや昆虫食の概念が導入された。シムを操作して、ワールドの環境を改善させることができる。

#### Snowy Escape
2020年11月12日に発売された拡張パック。日本風の衣類・建築アイテムや、週宅に入る際に靴を脱ぐアクションなどが追加された。スキー、スノーボード、温泉などのシステムが導入された。

#### Cottage Living
2021年7月22日に発売された拡張パック。牛や鶏などの動物を飼い、牧場を持つことができるようになった。巨大作物の育成や、野生のウサギ・キツネとの交流も行える。

#### High School Years
2022年7月28日に発売された拡張パック。高校生活を体験したり、ティーン時代にファッションをコーディネートしてインフルエンサーとして活動したりできるようになった。

#### Growing Together
2023年3月16日に発売された拡張パック。マイルストーンや相性の概念が導入され、シムたちの特質の上限数が増え、シム同士の関係性がより複雑になった。

#### Horse Ranch
2023年7月20日に発売された拡張パック。馬を世帯に加え、育成することができるようになった。また、ヒツジ、ヤギも追加された。
For Rent
2023年12月7日に発売された拡張パック。部屋のレンタルなどが行えるようになった。居住者のニーズなどに対応しながら大家としてのプレイをする。
Lovestruck

Life & Death

Businesses & Hobbies

### ゲームパック

#### Outdoor Retreat
2015年1月13日に発売されたゲームパック。キャンプをすることができるようになる。

#### Spa Day
2015年7月14日に発売されたゲームパック。ヨガ、マニキュアといった要素が追加される。

#### Dine Out
2016年6月7日に発売されたゲームパック。レストランを作ることができるようになる。

#### Vampires
2017年1月24日に発売されたゲームパック。オカルトシムであるヴァンパイアが追加される。

#### Parenthood
2017年5月30日に発売されたゲームパック。子育てに関する要素が追加される。

#### Jungle Adventure
2018年2月27日に発売されたゲームパック。ジャングルを探検して遺跡を発掘することができる。

#### StrangerVille
2019年2月26日に発売されたゲームパック。謎めいた街に隠された秘密を暴くというシナリオをプレイすることができる。

#### Realm of Magic
2019年9月10日に発売されたゲームパック。魔法を使うことができる。

#### Star Wars™: Journey to Batuu
2020年9月7日に発売されたゲームパック。スターウォーズの世界を体験することができる。

#### Dream Home Decorator
2021年6月1日に発売されたゲームパック。クライアントのインテリアをコーディネートすることができる。

#### My Wedding Stories
2022年2月23日に発売されたゲームパック。結婚式に関する要素が追加される。

#### Werewolves
2022年6月16日に発売されたゲームパック。オカルトシムであるウェアウルフ（狼人間）が追加される。

### キット
The Sims™ 4 Greenhouse Haven Kit
2023年4月21日に発売されたキット。園芸に関した道具や建築アイテムが追加される。
The Sims™ 4 Basement Treasures Kit
2023年4月21日に発売されたキット。お古の建築アイテムが追加される。
The Sims™ 4 Throwback Fit Kit
2021年3月3日に発売されたキット。レトロな洋服が追加される。
The Sims™ 4 Castle Estate Kit
2024年1月9日に発売されたキット。クラシックな城の建築アイテムが追加される。
The Sims™ 4 Fashion Street Kit
2021年10月6日に発売されたキット。刺繍などの洋服が追加される。
The Sims™ 4 Industrial Loft Kit
2021年8月25日に発売されたキット。現代的な建築アイテムが追加される。
The Sims™ 4 Country Kitchen Kit
2021年3月3日に発売されたキット。料理関連の建築アイテムが追加される。
The Sims™ 4 Courtyard Oasis Kit
2021年5月19日に発売されたキット。中庭関連の建築アイテムが追加される。